# سعاد باهشار
سعاد باهشار (وُلدت في 24 مارس 1953 بالدار البيضاء) هي مُدرِّسة وكاتبة مغربية.

## سيرتها
وُلدت سُعاد في 24 مارس 1953 في الدار البيضاء، ودرست الفن وعلم الآثار في جامعة باريس السوربون. وبعد عودتها للمغرب، انتقلت إلى طنجة. تُدرِّس سعاد تاريخ الفن في المعهد العالي الدولي للسياحة، وعُينت أمينة متحف القصبة الذي يضم مجموعات أثرية وإثنوغرافية. ثم أدارت معرض تانجا فلاندريا من 1990 إلى 1993 في ألمانيا، وعادت مرة أخرى إلى بلدها الأصلي.
في نفس الوقت، كرست نفسها للكتابة وتركت نشاطها المتحفي للتركيز على الإبداع الأدبي، فازت روايتها الأولى لا زهور ولا تيجان بجائزة الأطلس الكبير. وتُعالج هذه الرواية نظرة أصلية على بناء امرأة لهويتها. القصة مخصصة لفتاة صغيرة، وهي الابنة التاسعة لزوجين يُريدان وريثًا ذكرًا، تخلوا عنها خلال طفولتها ونشأت بمفردها على أطراف منزل العائلة وفي غابة قريتها مثل طفل متوحش، قبل أن يأخذها المعلم. لكن الاندماج في المجتمع القروي يظل صعبًا.

## أعمالها
- 2000: لا زهور ولا تيجان، رواية، دار الفنك للنشر.[5]
- 2005: حفلة الأجراس الموسيقية، رواية، دار الفِنك للنشر.[6]
- 2011: الدار البيضاء، نص مصاحب لصور ماركو باردون، طبعات العلامات المائية.